# Évreux (Frankrijk)
Évreux is een gemeente in het Franse departement Eure (regio Normandië) en telde 48.335 inwoners op 1 januari 2022. De plaats is de prefectuur van het departement en ook van het arrondissement Évreux. Na Le Havre en Rouen is het de op twee na grootste stad van de regio. De agglomeratie van Évreux telt 84.101 inwoners (2011). Évreux is ook de zetel van het gelijknamige bisdom.

## Naamgeving en toponymie
Évreux dankt zijn naam aan de Gallische stam van de Eburovici (Aulerici). Letterlijk betekent eburo- in het Gallisch « overwinnaars van everzwijnen » en/of « taxus ». In de 1e eeuw na Christus was de Romeinse naam Mediolanum Aulercorum. In de 3e eeuw na Christus was Évreux de hoofdplaats van deze stam binnen de grenzen van het huidige bisdom Évreux. Vanaf de vroege middeleeuwen stond de plaats bekend als Ebroïcum.

## Geschiedenis

### Oudheid
Tot de vroege middeleeuwen stond Évreux bekend als Mediolanum Aulercorum, gesticht aan het einde van de 1e eeuw. Het was de hoofdplaats van de Gallische stam van de Eburovici (Aulerici) die dan ook hun naam hebben gegeven aan de stad. In die periode waren er verschillende openbare gebouwen zoals een theater en thermen. In 275 na Christus werd Évreux een eerste keer vernield door de invallen van Germaanse stammen. De inwoners versterkten de stad en bouwden een eerste omwalling waarvan heden nog een deel te bezichtigen is in het gemeentelijk museum. In de 5e eeuw werd Évreux gekerstend door Saint-Taurin (H.Taurinus). De legende wil dat St-Taurin het kwade ontmoette in de vorm van drie wilde beesten, een buffel, een leeuw en een beer; hij overwon ze allemaal in Évreux. Op het einde van de 5e eeuw werd de stad geplunderd en een tweede keer verwoest, maar nu door de Vandalen.

### Middeleeuwen
Aan het einde van de 10e eeuw (962) werd het versterkte Évreux van de Romeinen aan de oevers van de Iton gesloopt door de Noormannen. Hendrik I van Engeland liet de stad platbranden in 1119 om de graaf van Évreux te straffen die de belangen van de Franse koning Lodewijk VII steunde. Filips II Augustus liet de stad in 1194 een tweede keer verwoesten. De abdij van Saint-Taurin gesticht in 1060, was een belangrijke schakel in de economische ontwikkeling van de stad en haar omgeving. In de 13e eeuw verschoof het economisch hart van de stad naar het westen, van de wijk Saint-Léger naar de wijk Saint-Pierre. De stad bestond uit twee centra: de Bourg (Saint-Pierre) met de hallen, de markt en de parochiekerk Saint-Pierre en de Cité, centrum van de wereldlijke en de kerkelijke macht binnen de laat-Romeinse stadsmuur. De Bourg kreeg in de 12e en 13e eeuw een eigen stadsmuur. Daarrond groeiden de buitenwijken met huizen van kooplieden en kloosters.
Tijdens de Honderdjarige Oorlog (1337-1453) was Évreux een speelbal in de strijd tussen Engeland en Frankrijk. Tijdens de 15e eeuw kende het huis Évreux zijn grootste bloei. Door het huwelijk van Philippe van Ėvreux met Johanna II van Navarra komt het Spaanse koninkrijk Navarra onder het bewind van het huis van Évreux tot in 1441. Vandaag bestaat er nog een wijk in Évreux die de naam Navarra draagt.

### Renaissance
Aan het einde van de 15e en het begin van de 16e eeuw liet koning Lodewijk XI de verwoeste stad herstellen en liet hij vooral de kathedraal verfraaien. In deze periode nam ook de bouw van het bisschoppelijk paleis een aanvang. Het belfort werd opgericht door de burgerij van Évreux als symbool van haar herwonnen macht en voorspoed. In de onmiddellijke omgeving van de stad werd ook het kasteel van Navarra in 1662 gebouwd door de hertog van Bouillon waar keizerin Joséphine verbleef in haar Normandische ballingschap tussen 1810 en 1814.

### 18e eeuw
In de loop van de 18e eeuw werd de stadsmuur met haar torens en haar zes stadspoorten (Porte Notre Dame, Porte du Château, Porte Chartraine (in de Gallo-Romeinse muur) en Porte aux Febvres, Porte Saint-Pierre en Porte peinte (in de middeleeuwse muur rond de Bourg)) gesloopt omdat deze geen nut meer had.

## Geografie
De oppervlakte van Évreux bedroeg op 1 januari 2022 26,46 vierkante kilometer; de bevolkingsdichtheid was toen 1.826,7 inwoners per km².
De onderstaande kaart toont de ligging van Évreux met de belangrijkste infrastructuur en aangrenzende gemeenten.

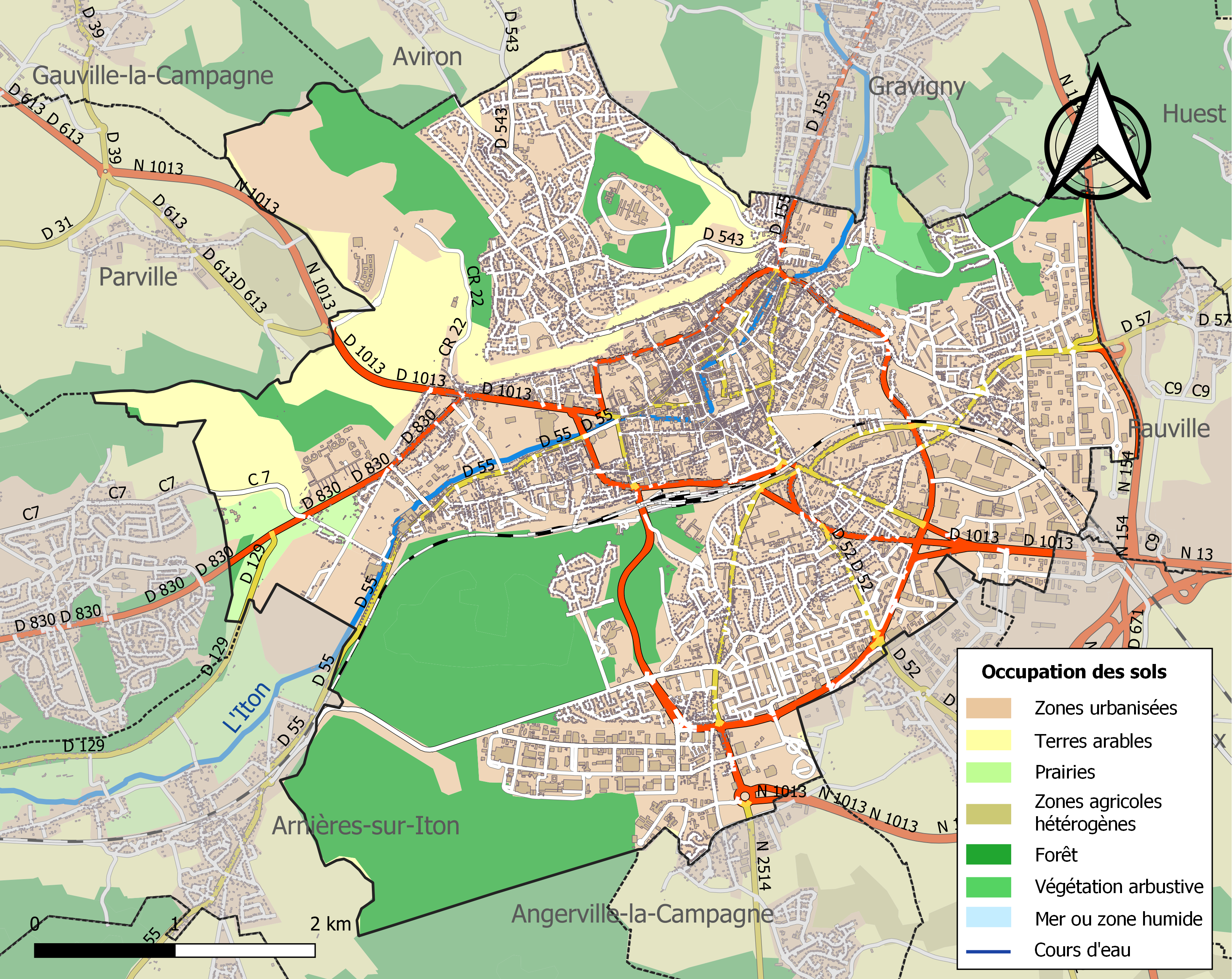

## Verkeer en vervoer
In de gemeente ligt spoorwegstation Évreux-Normandie.

## Demografie
Onderstaande figuur toont het verloop van het inwonertal (bron: INSEE-tellingen).

## Sport
Évreux was vier keer etappeplaats in wielerkoers Ronde van Frankrijk. In 1978 startte er een etappe. De Spanjaard Pello Ruiz Cabestany (1986), Portugees Acácio da Silva (1988) en Deen Jesper Skibby (1993) wonnen er een etappe.

## Bezienswaardigheden
- Het Stadhuis (Hôtel de Ville)
- De Tour de l'Horloge
- De Notre-Damekathedraal
- De Saint-Taurinkerk (voormalige abdijkerk)
- Voormalig Bisschoppelijk Paleis, nu Stadsmuseum

## Afbeeldingen

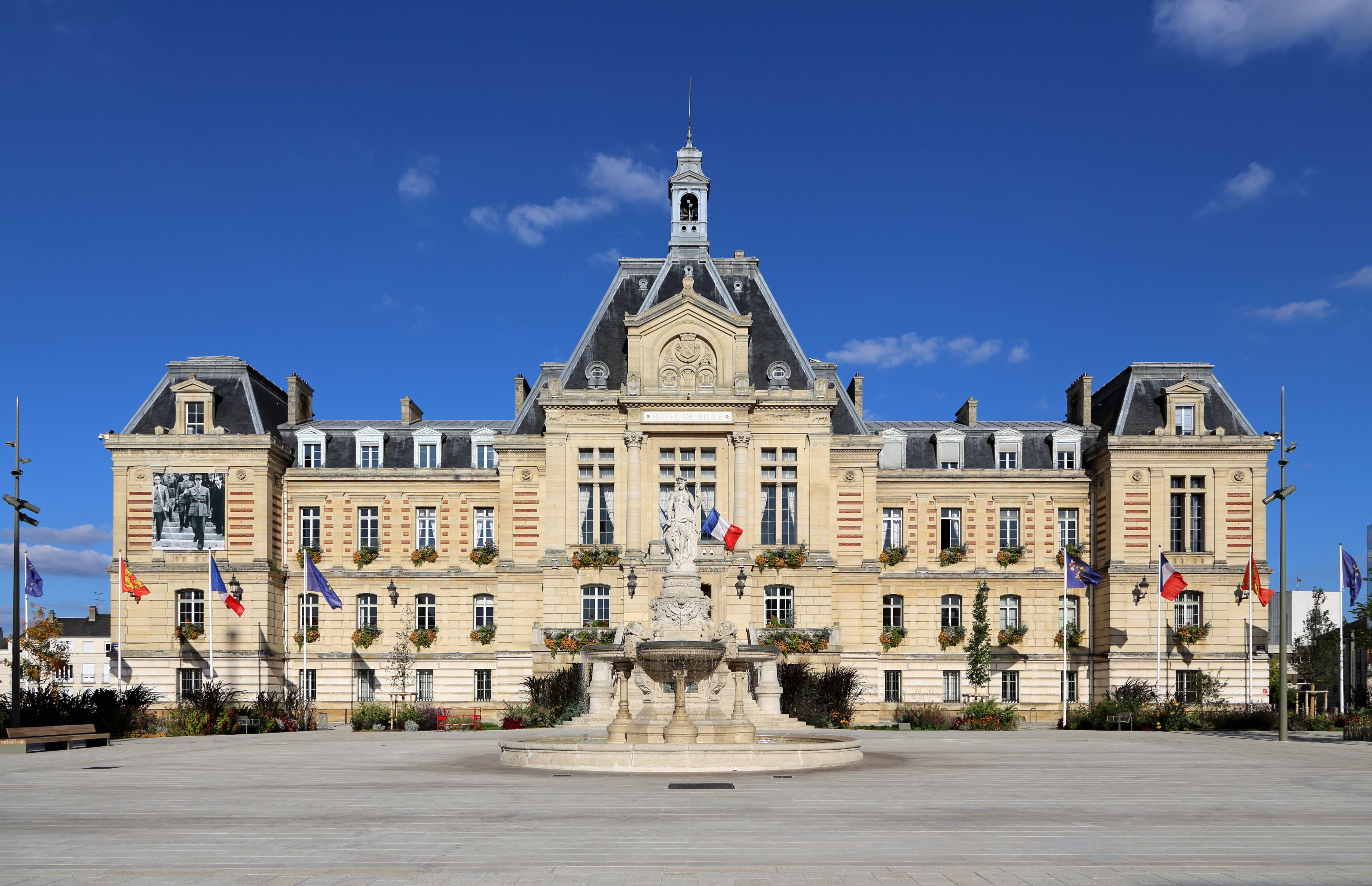
Stadhuis
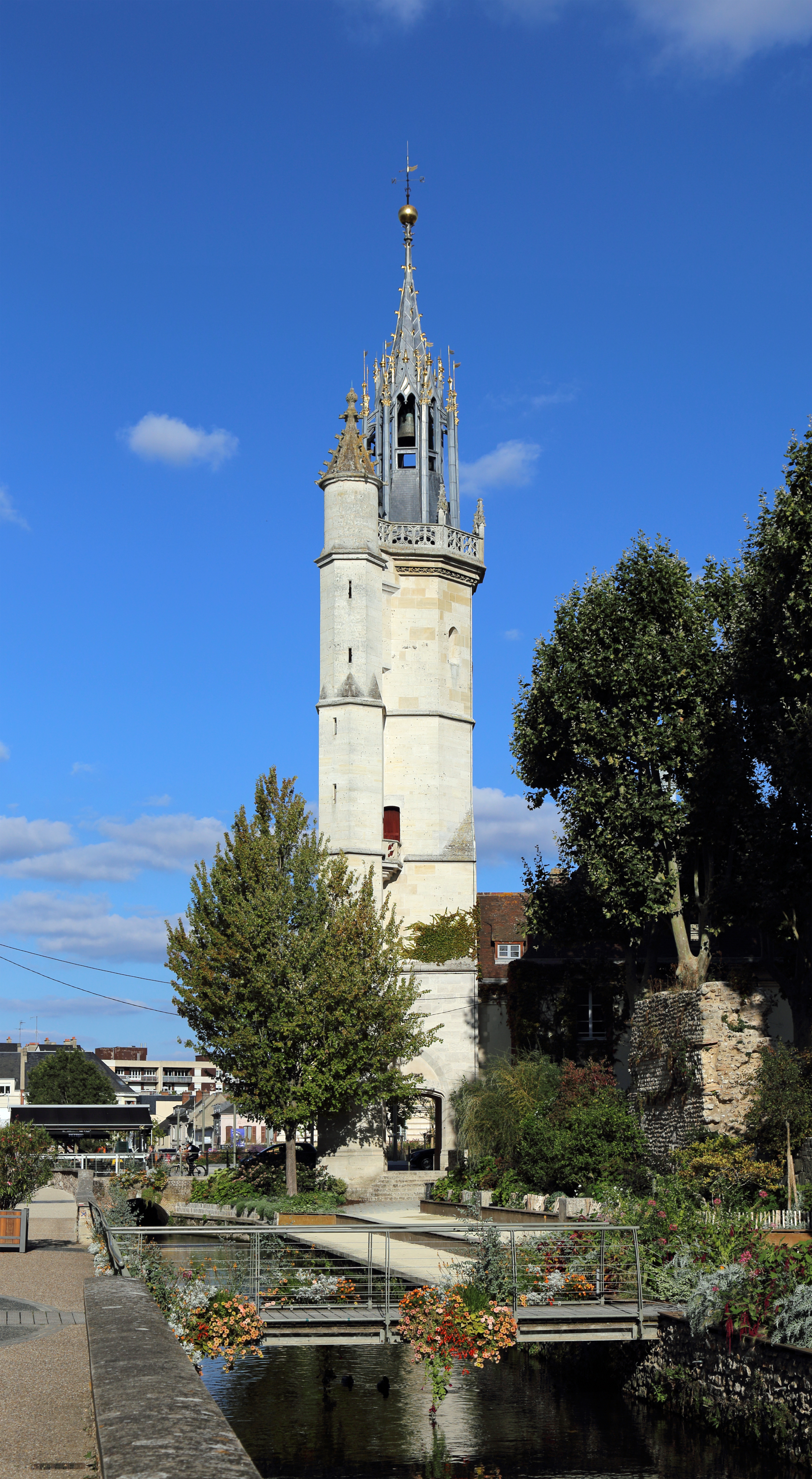
Tour de l'Horloge
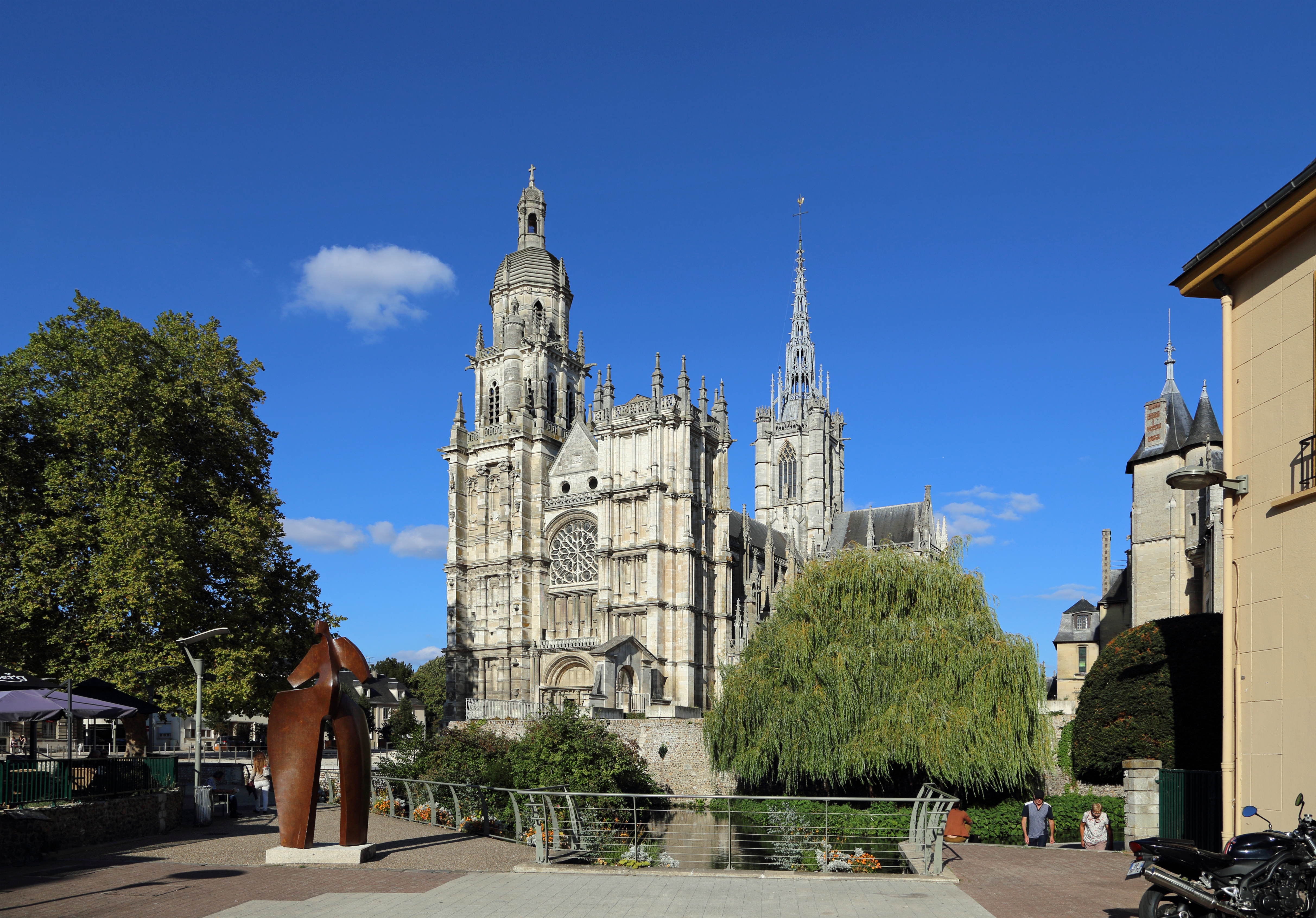
Kathedraal Notre-Dame d'Évreux
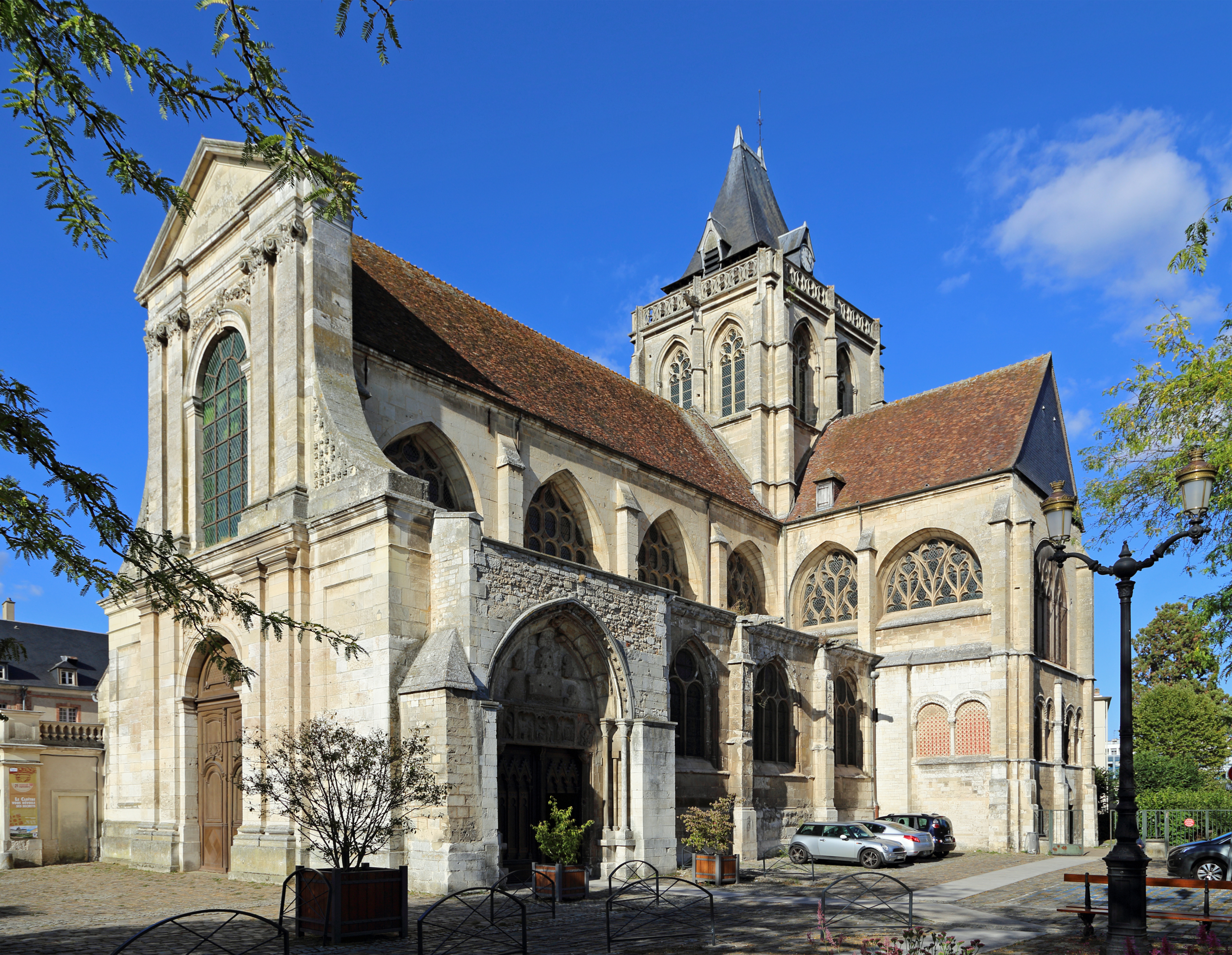
Saint-Taurinkerk
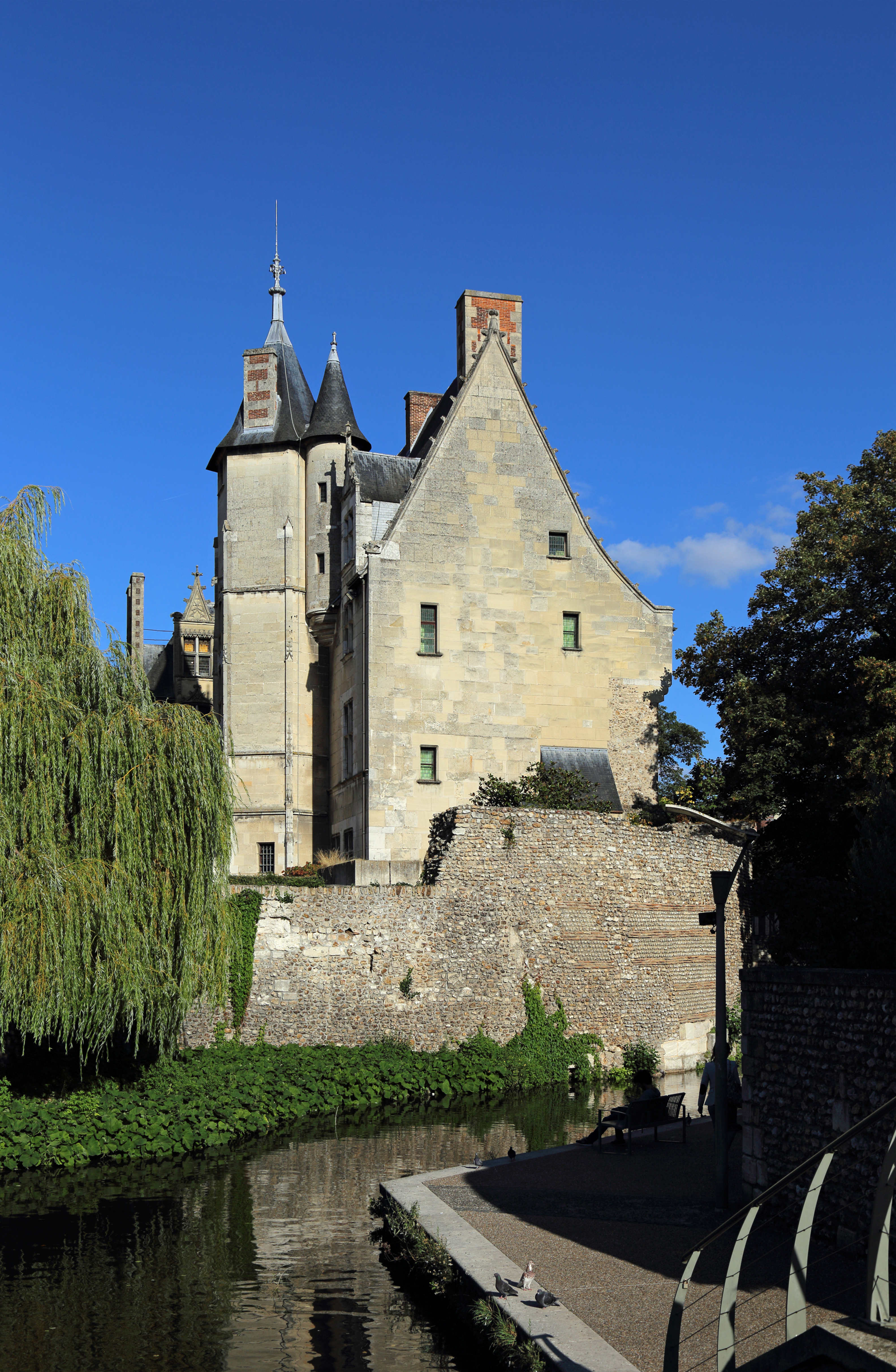
Stadsmuseum
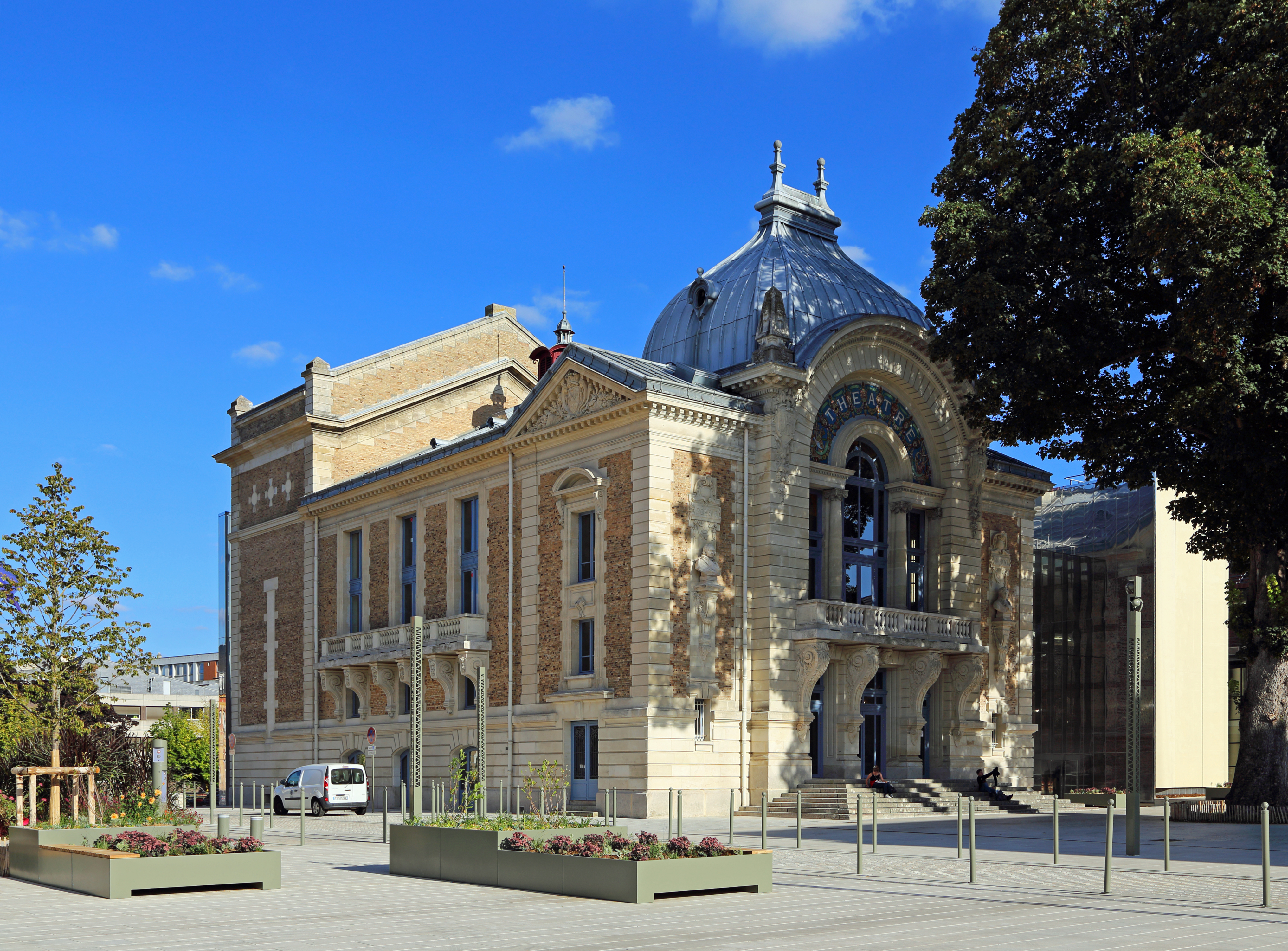
Stadsschouwburg
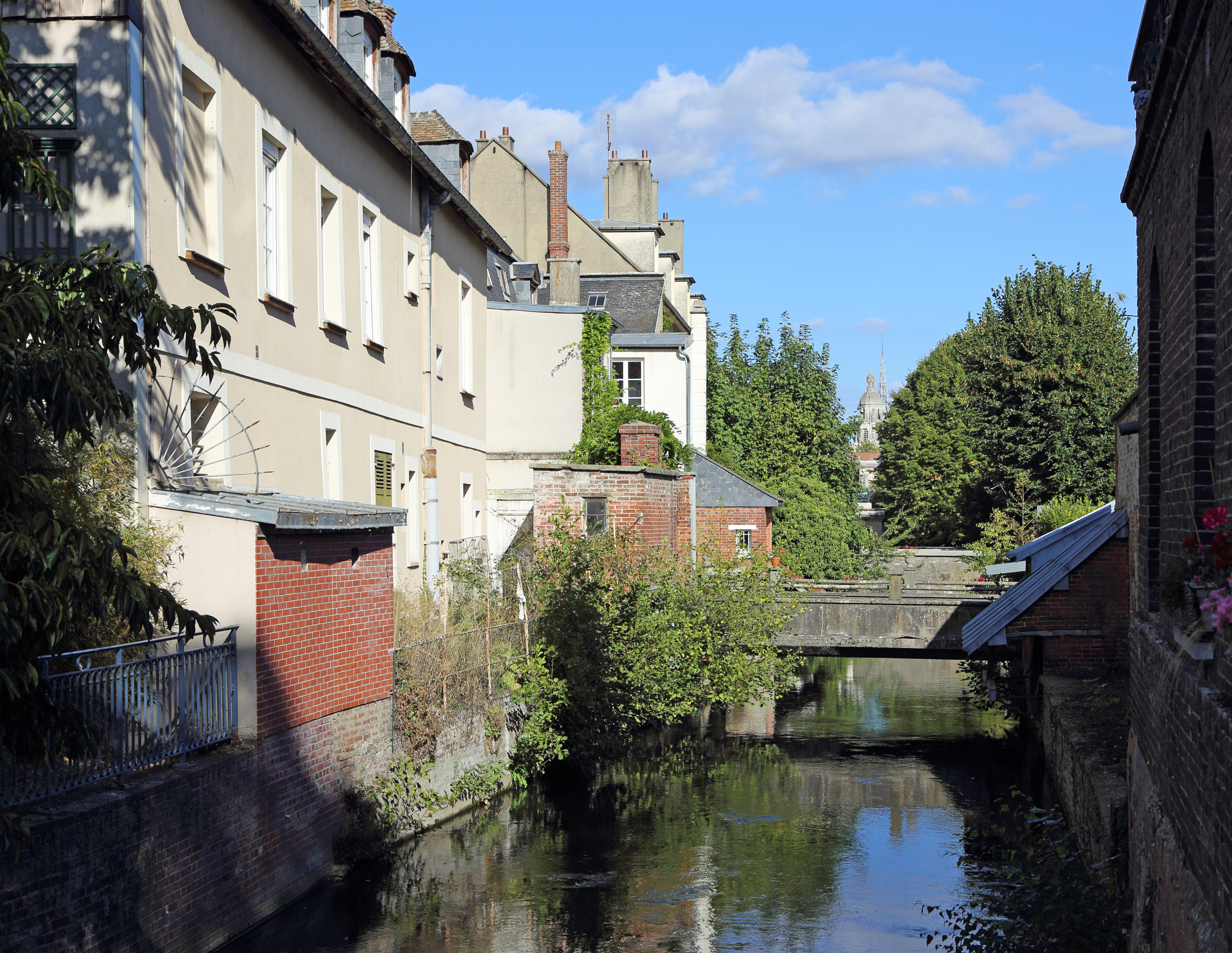
De Iton (riviertje)

## Bekende personen uit Évreux

### Geboren
- Karel II van Navarra (1332-1387), koning van Navarra en graaf van Évreux
- Nicolas de Bonneville (1760-1828), discipel van de mysticus en Martinist Louis-Claude de Saint-Martin
- François Buzot (1760-1794), politicus
- Patrick Proisy (1949), tennisser
- Charlotte Dematons (1957), Nederlands illustratrice van kinderboeken
- Vincent Delerm (1976), zanger en liedjesschrijver
- Franck Pencolé (1976), wielrenner
- Olivier Patience (1980), tennisspeler
- Bernard Mendy (1981), voetballer
- Mathieu Bodmer (1982), voetballer
- Julien Guerrier (1985), golfer
- Julien Duval (1990), wielrenner
- Esteban Ocon (1996), Formule 1-coureur
- Dayot Upamecano (1998), voetballer

### Overleden
- Johanna van Valois (1343-1373), koningin van Navarra en gravin van Évreux
- René de Prie (1451-1519), kardinaal
- Lucien Lesna (1863-1932), wielrenner

## Partnersteden
- Djougou (Benin)